# Хогенсон, Уильям
Уильям Питер Хогенсон (англ. William Peter Hogenson; 26 октября 1884, Чикаго — 14 октября 1965, Чикаго) — американский легкоатлет, трёхкратный призёр летних Олимпийских игр 1904.
На Играх 1904 в Сент-Луисе Хогенсон участвовал в трёх дисциплинах — бег на 60, 100 и 200 м. Он выигрывал полуфинальные забеги, но в финалах уступал первые места, выиграв в итоге одну серебряную и две бронзовые медали.